# Campionato croato di pallavolo maschile
Il campionato croato di pallavolo maschile è un insieme di tornei pallavolistici per squadre di club croate, istituiti dalla Federazione pallavolistica della Croazia.

## Struttura
- Campionati nazionali professionistici:

Superliga: a girone unico, partecipano dieci squadre.
Prva Liga: a girone unico, partecipano dieci squadre.
- Campionati nazionali non professionistici:

Druga Liga: a tre gironi, partecipano sedici squadre.